# Can Thió (Caldes de Malavella)
Can Thió és una masia situada al nucli urbà de Franciac, dins el terme municipal de Caldes de Malavella (Selva). Forma part de l'Inventari del Patrimoni Arquitectònic de Catalunya.

## Descripció
És l'actual casa pairal de la família Thió, que inclou també Can Thió de la Bassa i l'Hostal de la Thiona. Presenta una estructura dues plantes i teulada a doble vessant, inclinada cap a les façanes laterals, i ràfec doble. Totes les obertures de la façana són quadrangulars amb llinda monolítica. Adossat al costat dret de la masia hi ha una galeria, a la qual s'hi accedeix des de la casa, per una porta que conserva una llinda monolítica amb un relleu.